# Dąbrowa (Wielbark)
Dąbrowa (deutsch Dombrowa, 1938 bis 1945 Neudankheim) ist ein kleiner Ort in der polnischen Woiwodschaft Ermland-Masuren und gehört zur Gmina Wielbark (Stadt- und Landgemeinde Willenberg) im Powiat Szczycieński (Kreis Ortelsburg).
Dąbrowa liegt in der südlichen Mitte der Woiwodschaft Ermland-Masuren, 27 Kilometer südwestlich der Kreisstadt Szczytno (deutsch Ortelsburg). Die Kolonie besteht aus ein paar kleinen Höfen und war bis 1945 ein Wohnplatz in der Landgemeinde Groß Dankheim (bis 1900: Groß Przesdzienk, polnisch Przeździęk Wielki) im ostpreußischen Kreis Ortelsburg. In Kriegsfolge kam der Ort 1945 mit dem gesamten südlichen Ostpreußen zu Polen und ist heute eine Ortschaft innerhalb der Stadt- und Landgemeinde Gmina Wielbark (Willenberg) im Powiat Szczycieński (Kreis Ortelsburg).
Kirchlich war Dombrowa resp. Neudankheim bis 1945 nach Willenberg orientiert: zur evangelischen Kirche Willenberg in der Kirchenprovinz Ostpreußen der Kirche der Altpreußischen Union sowie zur dortigen römisch-katholischen Pfarrkirche im damaligen Bistum Ermland. Der Bezug der Katholiken nach Wielbark besteht auch heute, während die evangelischen Einwohner jetzt zur Pfarrei in Szczytno in der Diözese Masuren der Evangelisch-Augsburgischen Kirche in Polen gehören.
Dąbrowa ist über einen Landweg von der Woiwodschaftsstraße 604 bei Przeździęk Wielki aus erreichbar. Przeździęk Wielki ist auch die nächste Bahnstation an der derzeit nicht regulär befahrenen PKP-Linie Nr. 225 Nidzica–Wielbark.